# Liên đoàn bóng đá Myanmar
Liên đoàn bóng đá Myanmar (MFF) (tiếng Anh: Myanmar Football Federation, tiếng Miến Điện: မြန်မာနိုင်ငံ ဘောလုံး အဖွဲ့ချုပ်) là cơ quan quản lý bóng đá Myanmar. MFF giám sát đội tuyển nam quốc gia, đội tuyển nữ quốc gia, và đội tuyển trẻ quốc gia Miến Điện cũng như giải vô địch bóng đá quốc gia và các giải thi đấu câu lạc bộ chuyên nghiệp.

Trụ sở chính